# Paulasquama callis
Paulasquama callis är en fiskart som beskrevs av Jonathan W. Armbruster och Donald C.Taphorn 2011. Paulasquama callis ingår i släktet Paulasquama och familjen Loricariidae. Inga underarter finns listade i Catalogue of Life.